# Xerocomus nothofagi
Xerocomus nothofagi är en svampart som beskrevs av McNabb 1968. Xerocomus nothofagi ingår i släktet Xerocomus och familjen Boletaceae.   Inga underarter finns listade i Catalogue of Life.